# Post-scriptum (émission de télévision)
Pour les articles homonymes, voir Post-scriptum (homonymie).
Post-scriptum était une émission de télévision littéraire française conçue et présentée par Michel Polac, et Pierre Lattès lors des premières, et diffusée chaque mercredi soir sur la deuxième chaîne couleur de l'O.R.T.F. du 7 octobre 1970 au 28 mai 1971.

## Principe de l'émission
Encouragé par le directeur des programmes de l'époque, Jacques Thibau, Michel Polac se voit confier ce magazine littéraire hebdomadaire, présenté sous la forme d'un café littéraire télévisé. L'émission expérimentait, sous la houlette du cinéaste Maurice Dugowson, la technique de tournage en caméra à l'épaule, permettant ainsi une approche au plus près des invités et un style dynamique et incisif. Michel Polac parlait en direct de livres... et de bien d'autres choses. L'émission, de par les choix de Michel Polac, faisait la lumière sur des romans, essais et films divers et souvent polémiques, provoquant de houleux débats. Elisabeth Antébi a présenté l'émission du 23 février au 30 mars 1971.

## Polémique et fin de l'émission
En 1971, lors d'une émission où étaient invités l'écrivain italien Alberto Moravia, et le réalisateur Louis Malle afin de présenter son nouveau film, Le souffle au cœur, le débat tourne autour du thème de l'inceste. Le débat fut fatal pour l'émission, dont les propos sur l'inceste sont accusés d'avoir heurté la sensibilité du public. Malgré une pétition de deux mille signatures d'intellectuels et écrivains, l'émission disparaît dans le courant du mois de mai, Michel Polac refusant que son émission hebdomadaire devienne mensuelle. 
Elle est remplacée par Italiques.